# Cerbera venenifera
Cerbera venenifera är en oleanderväxtart som först beskrevs av Jean Louis Marie Poiret, och fick sitt nu gällande namn av Ernst Gottlieb von Steudel. Cerbera venenifera ingår i släktet Cerbera och familjen oleanderväxter. Inga underarter finns listade i Catalogue of Life.